# Okrug Skalica
Okrug Skalica (svk: Okres Skalica)  nalazi se u zapadnoj Slovačkoj u Trnavskom kraju .  U okrugu živi 46 764 stanovnika, dok je gustoća naseljenosti 130,96 stan/km². Ukupna površina okruga je 357,08 km². Upravno središte okruga Skalica je istoimeni grad Skalica s 15 440 stanovnika.

## Zemljopis
Okrug se nalazi na najsjevernijem dijelu Trnavskog kraju u podnožju Karpata. Okrug na zapadu i sjeveru graniči s Češkom, a na istoku s Trenčinskim krajem.

## Stanovništvo
| Godina:     | 1994.  | 2004.   | 2014.   | 2024.   |
| ----------- | ------ | ------- | ------- | ------- |
| Broj ljudi: | 46 384 | 47 134  | 46 934  | 46 764  |
| Razlika:    |        | +1,61 % | −0,42 % | −0,36 % |

| Godina:     | 2023.  | 2024.   |
| ----------- | ------ | ------- |
| Broj ljudi: | 46 916 | 46 764  |
| Razlika:    |        | −0,32 % |

## Gradovi
- Gbely
- Holíč
- Skalica

## Općine
| - Brodské - Dubovce - Chropov - Kátov - Kopčany - Koválovec | - Letničie - Lopašov - Mokrý Háj - Oreské - Petrova Ves - Popudinské Močidľany | - Prietržka - Radimov - Radošovce - Trnovec - Unín - Vrádište |

## Vanjske poveznice
|  | Zajednički poslužitelj ima još gradiva o temi Okrug Skalica |